# Золотково (Владимирская область)

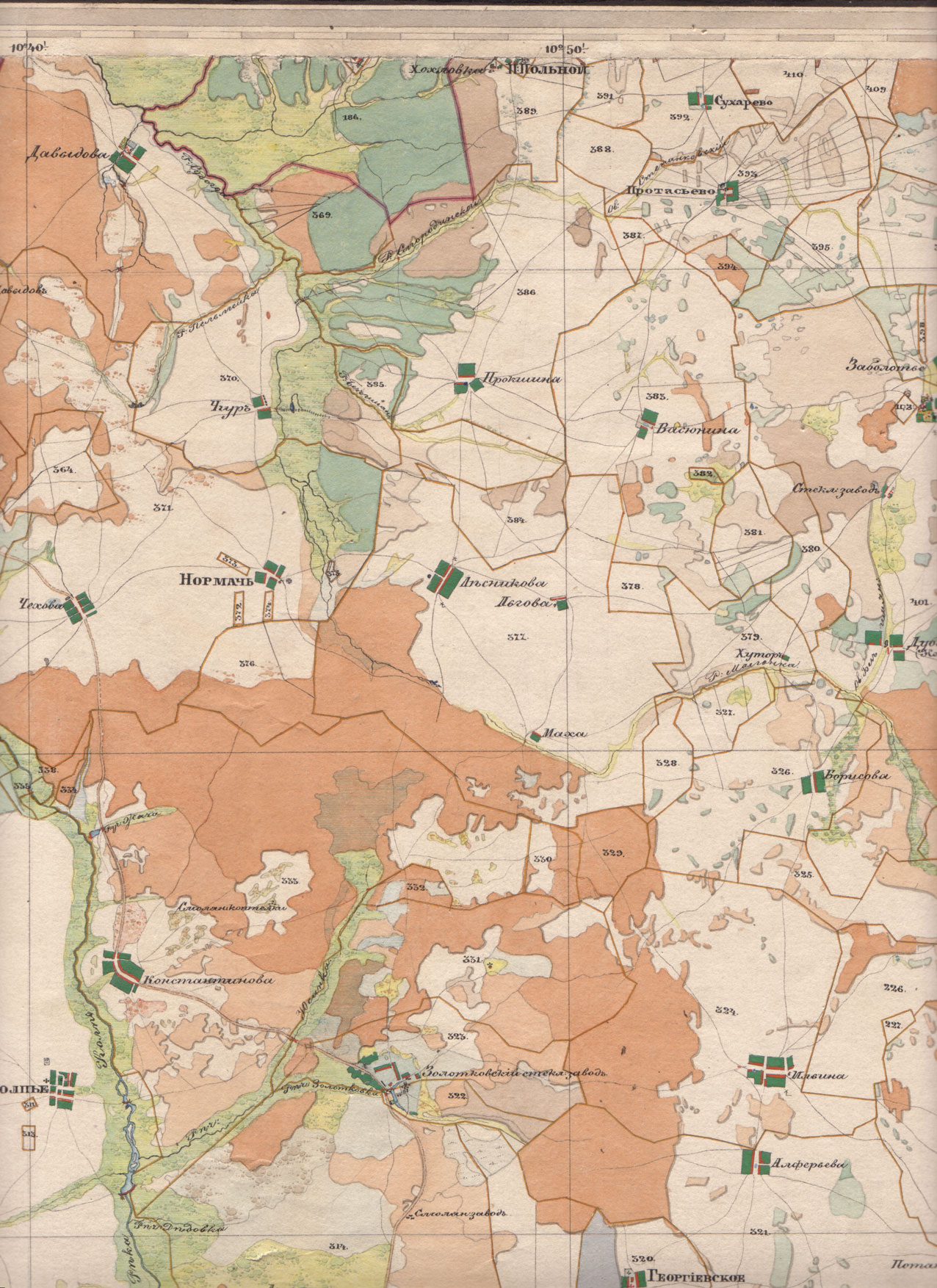
Золотково на карте Владимирской губернии 1865 года

Золотково — посёлок в Гусь-Хрустальном районе Владимирской области России. Административный центр сельского поселения «Посёлок Золотково».
Население 2 727 чел. (2010).

## География
Расположен на территории Мещёрской низменности в 3 км от железнодорожной станции (разъезд Золотковский) на линии Москва-Муром Горьковской железной дороги (ранее Казанской железной дороги), в 80 км к югу от Владимира. Расстояние до Москвы — 220 км; до Рязани — 133 км; до Н.Новгорода - 200 км. 

Общая площадь земель, занимаемых посёлком, составляет 324,2 га. Почвы: в посёлке — песчаные, в окрестностях встречается белый зернистый известняк, залежи глины, в ополье - темноцветные карбонатные, в лесополосе — дерново-слабоподзолистые и слабоподзолистые, в болотах — торфянистые. Песок очень чистый, неглубоко залегающий и пригодный для стекольного дела. Наличие кварцевого песка дало возможность создать производство стекольных изделий. 
Почвы в посёлке — песчаные, в окрестностях встречается белый зернистый известняк, залежи глины, в ополье - темноцветные карбонатные, в лесополосе — дерново-слабоподзолистые и слабоподзолистые, в болотах — торфянистые. Песок очень чистый, неглубоко залегающий и пригодный для стекольного дела. Наличие кварцевого песка дало возможность создать производство стекольных изделий.
Леса вокруг посёлка преимущественно хвойные (сосна, ель), есть смешанные леса и отдельные рощи (берёза, дуб, ясень, клён, ольха, ива, орешник), встречаются заливные луга и болота. Окрестные лесные массивы издавна славились своими грибными и ягодными местами.
Созданное в 2005 году муниципальное образование сельское поселение Золотково расположено на востоке Гусь-Хрустального района и включает в себя фактически треть всего Гусь-Хрустального района. В состав муниципального образования Золотково входят сам посёлок Золотково и 22 населённых пункта: д. Малинки, д. Борзино, д. Борисово, д. Васюнино, д. Жигалово, с. Крюково, д. Лазаревка, д. Лесниково, д. Нармочь, д. Ново-Новляново, д. Ново-Покровское, д. Починки, д. Прокшино, д. Протасьево, д. Чёково, д. Чиур, д. Язвицы, д. Василево, д. Захарово, д. Икшево, д. Обдихово, с. Черсево.

## Этимология
Согласно старым картам через населённый пункт протекала речка Золотковка, приток речки Юсенки, которая в свою очередь впадала в реку Колпь, правый рукав реки Гусь. Из древних персидских и арабских книг известно, что в самом сердце загадочной страны Артании, по другой версии - государства вятичей - Вантит, в заповедных и дремучих муромских лесах встречался боровик с золотой шляпкой. Анаграмма к слову «боровик» — бровь (изгиб) реки. Колпь, изгибается возле Золоткова, а Колпь — древнерусское имя Феникса, чьё «оперение блестело тысячами оттенков золота». Возможно отсюда и название речки — Золотковка (золотко — ласк. форма от золото), и название населённого пункта — Золотково, поскольку в близлежащих лесах (борах) всегда было много белых грибов — боровиков.
По альтернативной версии, согласно сказаниям древних мастеров, на заводе варили золотой хрусталь, то есть в него вместо свинца добавляли золото, отчего хрусталь приобретал специфические оттенок и свойства, звенел даже от прикосновения легкого перышка. А хрусталь — это не просто красивый минерал или плод труда человеческого, это — Христова соль, о чём говорит профаническая этимология.

## История

### Начало стекольного производства
Сельцо Золотково существовало и ранее 1775 года. Но дальнейшая история населённого пункта неразрывно связана с историей стекольного завода и дворянином, секунд-майором Фомой Васильевичем Мальцовым, что основал в 1775 году «в сельце Золотково (в то время в Меленковской округе Владимирского уезда Московской губернии) завод, где делали посуду „хрустальную со шлифовкой, рисовкой и мулевкой“». Сразу после обустройства на новом месте дальновидный Фома Васильевич решает выпускать продукцию, пользующуюся популярностью и спросом в последней четверти XVIII века — стекло, расписанное золотом и серебром. Он приглашает «цесарца», то есть, выходца из Богемии, «живописных дел мастера Иосифа Штук», который должен был «обучить из собственных его людей два человека работать по хрустальной посуде растворенным золотом и серебром и красками точно цесарскому мастерству». Видимо опасаясь конкуренции со стороны двоюродных братьев промышленников Мальцовых, и желая вникнуть в секреты этого дела, Фома Мальцов оговаривает в контракте: «секреты оного художества объявлять мне самому… как растворять золото и серебро так же составлять всякие краски…другому же никому как на его фабрике, так и на прочих здешних местах ни под каким видом того секрета не объявлять».
В 1779 году Фома Мальцов вновь приглашает мастера «рисовки», но теперь уже выходца из Малороссии, Илью Максимова сына Жбанова «на четыре года рисовать на хрустальной посуде всякие рисовки самым хорошим мастерством». В конце XVIII века на Золотковской фабрике стекло гравируют мастер, пять подмастерьев и два ученика, а Золотковский завод становится самым крупным производством Фомы Мальцова и почти ни в чем не уступает знаменитому Гусевскому заводу. Хрусталь и стекло варится в трёх гутных печах, посуду декорируют в «шлифовке, рисовне и мулевне». Выпускаются рюмки, бокалы, стаканы, графины, кружки, штофы. На заводе работает 146 человек. Для сравнения: в эти годы на Гусевском заводе — 165 рабочих. Но не только посудой славился завод. В близлежащем селе Георгиево ещё в 1722 году была построена церковь в честь великомученика Георгия. Среди церковной утвари особо привлекали внимание прихожан хрустальные сосуды и хрустальный напрестольный крест. По одной из версий эти вещи были сделаны на Золотковском хрустальном заводе, поскольку он был приписан именно к этому храму.
К концу столетия Фома Васильевич владел уже пятью заводами (после реформы — в Меленковском уезде Владимирской губернии). Владея более сорока лет стекольными заводами, «соответствуя в полной мере распространением своего заведения до знатной выделки стеклянных товаров превышающих добротою своею и чистотою в мастерстве вырабатываемых на других стеклянных заводах государственной пользе», Фома Мальцев был типичным представителем большой и энергичной семьи стеклозаводчиков Мальцовых. Заботу проявлял Ф. Мальцов и о своих рабочих. «Тяжёлые условия труда очень вредно воздействовали на здоровье рабочих, приводя к частым заболеваниям, немногие рабочие доживали до 50 лет. Это вынуждало заводовладельцев выделять средства на оказание медицинской помощи населению. Для рабочих мальцовских заводов организовывалась бесплатная медицинская помощь. Так, при Золотковском хрустальном заводе Ф. В. Мальцова уже в 1812 году имелось четыре избы для больных».

### Начало XIX — начало XX вв.
В начале XIX века в стекольном деле из-за ограниченности рынка сбыта, недостатка путей сообщения при огромных расстояниях, отсутствия денежных вливаний и целого ряда других причин назрел застой, результатом которого стал отрицательный доход, убытки. Предприятия Фомы Мальцова постепенно стали переходить в чужие руки. С 1840-х годов Золотковский завод принадлежал А. Ф. Бурцовой, губернаторской секретарше, которая сдала его в аренду купцу Е. А. Зацепину. Другие владельцы появились у Судогодской, Беззубовской, Спиридоновской, Дубенской фабрик, которые основал Фома Мальцов. Постепенно в ассортименте этих фабрик пропадает столовое мальцовское стекло, и на первый план в производстве выходит изготовление листового стекла и зеленого — штофов, бутылок и банок.
При новом хозяине, А. Г. Зацепине, с 1885 года по 1898 год на золотковской фабрике было развёрнуто производство фаянсовой продукции и имелось 3 обжигательных печи. Рабочих в 1890 году занятых на производстве фаянса насчитывалось 37 человек. В последние годы вырабатывалось изделий на сумму до 40 тысяч рублей при 72 рабочих. Выделывалась фаянсовая столовая посуда (тарелки и блюда) невысокого качества для небогатой публики. Клейма ставились краской или вдавленными в тесто с надписью: «Ф. А. Г. Зацепина», «Фабрика Зацепина»,.
12-18 октября 1895 года в селе Золотково Меленковского уезда Владимирской губернии проходила стачка рабочих. «Бастовало 30 из 258 рабочих Золотковского стеклянного завода А. Г. Зацепина. Требования — сохранить 5%-ную доплату к заработной плате, улучшить жилищные условия, выдавать рубленые дрова, построить баню, улучшить качество продуктов в лавке, отменить неправильные вычеты из заработка. Организаторы братья И. и А. Снегирёвы, А. Е. Ивановский, В. М. Бакулин предложили идти с жалобой к губернатору. Вызваны пристав, жандармский ротмистр, исправник. Организаторы уволены. Требования удовлетворены.»
Об уровне доходов мастеровых стеклозавода в начале XX века можно судить по «Оценочным книгам недвижимого имущества г. Мурома с 1915 г.»: «…39-й квартал (№ 2) Орловой Ольги Павловны жены мастерового завода Золотковского Меленковского уезда деревянный 2-х этажный дом с деревянными дворовыми постройками…».
Всего же за годы своего существования Золотковский завод выпускал: в XVIII в. — посуду из бесцветного стекла и хрусталя с гравировкой, шлифовкой, оконное стекло; в XIX в. — хрусталь с «бриллиантовой» алмазной гранью, а также с гравировкой; в начале XX в. — «неотделанный хрусталь», в конце XX в. — сортовую посуду из стекла и хрусталя.

### Советский период
Продукция завода славилась и в советское время. Золотковский завод даже в трудные для молодой советской республики в 1920-1930-х годах занимал одно из ведущих мест в стекольной промышленности Владимирской губернии.
В 1923 году открыта Золотковская заводская амбулатория при Золотковском стеклозаводе (1400 человек) в деревянном доме бывшего хозяина В. И. Бекина. «Здание одноэтажное, прочное, сухое, светлое. Подача лечебной помощи населению 3 тысячи человек. Больные на дому посещаются фельдшером, тяжело заболевшие немедленно направляются в Лесниковскую больницу. Заразные больные остаются на месте (дома) или где они заболели, помещения дезинфицируются. Медикаменты и перевязочные средства амбулатория получает бесплатно через контору завода от Меленковского главстекло-фортреста. Инвентарь в состоянии нижесреднего. Амбулатория врачом откуда-либо не посещается. Штат: фельдшер, техслужащий. Отчёт за 1924 год подписал фельдшер И. Муратов».
14 января 1929 года была образована Ивановская промышленная область, в которую вошла большая часть Владимирской губернии, ставшая называться Владимирским округом. А 10 июня 1929 года в округе образуется Курловский район и посёлок Золотково попадает в его подчинение. В составе этого района населённый пункт Золотково находился вплоть до ликвидации Курловского района в 1963 году.
Во время Великой Отечественной войны (1941—1945) в здании деревянной двухэтажной школы, которая находилась в районе «Двенашники» (название произошло от заводских двухэтажных деревянных 12-ти квартирных домов), был развёрнут госпиталь № 3382. Поступавших с фронта раненых, выгружали из санитарных поездов на разъезде Золотковский и везли проселочной дорогой в рабочий посёлок. От госпиталя сохранилась братская могила, на которой стоит памятник (недоступная ссылка — история). умершим от ран с мемориальной доской (недоступная ссылка — история)..
В 1930-е годы стеклозавод был перестроен, с 1948 года приступил к выпуску хрусталя, декорированного алмазной гранью и гравировкой, с 1964 — стекла, окрашенного редкоземельными элементами. При заводе была открыта художественная лаборатория.
В 1960-х годах на заводе, носящем имя Я. М. Сведлова, работали замечательные мастера-алмазчики, художники по стеклу, специалисты по «алмазной грани», среди которых были В. И. Андреев, Антонина Цой-Абрамова. Мастер Цой-Абрамова была автором эксклюзивного хрустального набора из графина и 4-х фужеров — подарка космонавту Юрию Гагарину (ныне хранится в Музее космонавтики). В 1960—1969 годах в группе по созданию образцов (Комбинат прикладного искусства) для стеклозаводов: им. Я. М. Свердлова, Первомайского и других, трудилась известная московская художница Светлана Рязанова (1927—2005). Эти годы стали переломными не только в хрустальной продукции, но и в области дешевого и массового прессованного стекла. Если раньше мастер наносил на гладкую поверхность каждой хрустальной заготовки индивидуальный рисунок алмазной грани при помощи вращающихся алмазных кругов необходимого профиля, то теперь художественную выразительность необходимо было придать изделиям машинной техники исполнения. В этих условиях в основу изделий художники заложили формы декора, рассчитанные на сугубо механизированное воспроизведение. Но, вместе с этим, чисто геометрические узоры получали многовариантную интерпретацию и повторность, что придавало продукции интересный художественный облик. В начале семидесятых годов коллектив достиг творческой зрелости, стал стабильным. В него влились молодые художники, среди которых выделялся П. Старченко. Вскоре он был тоже принят в члены Союза художников. С 1973 года на стеклозаводе работала будущий член-корреспондент Российской Академии художеств, Заслуженный художник России Ольга Победова.

### Постсоветский период
В лучшие свои годы завод выпускал около 8 млн изделий более 60 видов: рюмки, бокалы, фужеры, стопки, стаканы коктейльные, кувшины для воды, вазы для цветов, фруктов и сервировки, в основном выдувных из стекла и хрусталя, -летальных — прессовыдувных. Были освоены механизированные методы декорирования стекла красками с помощью штампов, шелкографией, декалькоманией, люстрами, окраска церием и неодимом, решён вопрос о выпуске посуды из натрийкальций-силикатного стекла.
После перестройки, начавшейся в СССР в 1986 году, в период стихийной приватизации завод неоднократно переходил от одного собственника к другому. В 1997 году на Золотковском стеклозаводе было организовано производство изделий из хрусталя совместно с фирмой «Богема» (Чехия). Какое то время стеклозавод работал в составе ЗАО КЦ «Эвис», в котором кроме него числились ещё три стекольных завода: Иванищевский, Тасинский и им. Воровского. Продукция ЗАО «Золотково» была отмечена сертификатом РФ «Лидер Российской экономики», дипломами ВАО «Нижегородская ярмарка», Международной торгово-промышленной вставки «Фарфор, керамика, стекло-99», ВЦ «Казанская ярмарка», дипломом ТПП г. Ростов-на-Дону, выставки «Эксклюзив-99», выставки «Мир стекла-2000» и рядом других дипломов.
27.07.2002 года в посёлке Золотково была остановлена последняя стеклопечь, предназначенная для производства хрусталя. Градообразующий стекольный завод работал на мазуте - дорогостоящем топливе. Все надежды были связаны с приходом в Золотково голубого топлива, но это произошло только в 2007 году. Предприятие накопило долги, обанкротилось. В своё время некоторые московские предприниматели изъявили желание проинвестировать акционерное общество, заключив с ним договор. Однако за все время они не вложили в производство хрусталя ни копейки. Официальных данных о количестве безработных нет, но, по словам главы посёлка, на тот момент без работы остались 866 человек. Других крупных предприятий, которые могли бы принять их на работу, в посёлке нет.
Первую попытку реанимировать Золотковский стеклозавод в 2002 году предприняло ООО "Хрустальный завод", прогнозировалось даже увеличение производства хрустальных изделий. Затем Гусевской хрустальный завод взял в 2007 году под своё крыло разорившийся завод в Золотково, который был уже выставлен на торги, но удержать все своё большое хозяйство (собственное производство, цех в Рязани, выкупленные обанкротившиеся заводы в Красном Кусте и Германии) не смог, и многострадальный стеклозавод снова был выставлен на продажу, но уже за более высокую цену.
Другой причиной закрытия завода называется проблема отрицательного влиянии хрустального производства на окружающую экологию и это — общеевропейская тенденция. При производстве хрусталя всегда использовались тяжёлые металлы — свинец, сурьма, и самые злостная из кислот — плавиковая, в дополнение ко всему — колоссальная энергоёмкость, высокая трудоёмкость и вредность на всех этапах производства.
В период расцвета стекольной промышленности и стеклозавода им. Свердлова, с 1939 по 2005 год населённый пункт Золотково обладал статусом посёлка городского типа с численностью жителей до 15 тыс. человек.
В 2004 году в соответствии Постановлением Законодательного Собрания от 27.10.2004 № 671 было создано муниципальное образование Золотковское городское поселение в состав которого вошли Золотково и ещё 10 населённых пунктов: станция Заколпье, д. Борисово, станция Вековка, с. Григорьево, д. Дмитриево, д. Дудор, д. Заколпье, д. Константиново, д. Махонино, д. Малинки.
Сегодня посёлок - административный центр сельского поселения, в которое входят 23 окрестных населённых пункта.

## Население
| 1859  | 1897  | 1923  | 1926  | 1959  | 1970  | 1979  |
| ----- | ----- | ----- | ----- | ----- | ----- | ----- |
| 371   | ↗707  | ↗963  | ↗1373 | ↗3754 | ↗4271 | ↘4244 |
| 1989  | 2002  | 2010  | 2021  |       |       |       |
| ↗4341 | ↘3741 | ↘2727 | ↘2642 |       |       |       |

## Государственные учреждения
- Администрация посёлка Золотково
- Муниципальное унитарное предприятие жилищно-коммунального хозяйства Золотково
- Полиция: Золотковское поселковое отделение милиции
- Пожарная часть № 31 в пос. Золотково, ГУ 5-й ОФПС

## Экономика
- ОАО «Золотковский стекольный завод» (не действует)
- ЗАО «Золотковский хрусталь» (не действует)
- ЗАО «Золотково» (бывший стеклозавод им. Свердлова) (не действует)
- ЗАО «РОЭЛ Групп» (Золотковский стеклозавод) (не действует)
- ООО «Золотковский леспромхоз»
- Золотковское лесничество Курловского лесхоза
- Лесоучасток Гусь-Хрустального леспромхоза (не действует)
- ООО «ВОДОКАНАЛ» (очистные сооружения, артезианские скважины в пос. Золотково)
- ООО "СВЕТ"
- ООО "ТЕПЛОВИК"
- ООО "ЗОЛОТКОВОЭНЕРГО"
- ООО «Золотковская жилищная компания» ( гараж, административное здание в пос. Золотково)
- Золотковское поселковое потребительское общество (ПОСПО - потребкооперация)
- ГРП в пос. Золотково (ОАО «Владимироблгаз»)
- АТС пос. Золотково (ОАО «Ростелеком»)
- Операционная касса № 2490/034 филиал Сбербанка России Гусь-Хрустальное отделение № 2490, банкомат.
- Отделение почтовой связи Золотково Гусь-Хрустального почтамта УФПС Владимирской области филиала ФГУП «Почта России».
- Сеть магазинов, кафе, мастерских, АЗС:
  - ООО "ВЕ&КО"
  - ООО "АЛЕКС"
  - ИП Векшин А. В (магазин п. Золотково)
  - ИП Власова Л. В (магазин п. Золотково)
  - ИП Джалилов В. Б (киоск Роспечать в пос. Золотково)
  - ИП Коротков И. С (магазин в пос. Золотково)
  - ИП Кочеткова О. Г (магазин п. Золотково)
  - ИП Лебедев С. Е (АЗС в пос. Золотково)
  - ИП Котов А. А (авторемонтная мастерская в пос. Золотково)

## Образование
Школа в посёлке существует с 1898 года. В 60-х годах XX века в посёлке существовало три школы: начальная (1-4 классы), вечерняя и Свердловская средняя школа. Из учреждений дошкольного образования — два: детские ясли и детский сад.
Сегодня в Золоткове действуют:
- Муниципальное общеобразовательное учреждение Золотковская средняя общеобразовательная школа.
- Муниципальное общеобразовательное учреждение Золотковская основная общеобразовательная школа (р-д Золотковский).
- Муниципальное вечернее (сменное) общеобразовательное учреждение Золотковская вечерняя (сменная) общеобразовательная школа.
- Муниципальное дошкольное общеобразовательное учреждение Детский сад № 8 общеразвивающего вида с приоритетным осуществлением физического направления развития воспитанников.

## Здравоохранение
- Муниципальное учреждение здравоохранения «Золотковская районная больница». Главным врачом Золотковской больницы с 1952 по 1978 год проработала Л. Д. Мартьянова.
- Аптека № 14 Закрытое акционерное общество "ФАРМАЦИЯ"
- Аптека Золотковского ПОСПО

## Культура
- Дом культуры (стеклозавода им. Свердлова)
- Муниципальное учреждение культуры «Золотковское централизованное клубное объединение»
- Золотковская библиотека-филиал МУК «ЦБС Гусь-Хрустального района»
- Галерея художника, нашего земляка, Солодилова Эдуарда Геннадиевича[31] (Золотковская средняя общеобразовательная школа).

## Спорт
- Футбольная команда "Карбонат" - участник розыгрыша чемпионата Владимирской области 2010 года «Группа 2Г».
- ФК «Клен» - участник первенства области 2008 года по футболу в зоне «Б», финалист Кубка области по мини-футболу 2009 года.

## Достопримечательности
В посёлке действует построенная в 2001-2006 годах Богородице-Рождественская церковь. Местная православная религиозная организация Приход Богородице-Рождественский относится к Владимирской Епархии Русской Православной Церкви. Храм построен в лучших традициях древнерусского зодчества. Проект разрабатывался в Москве. Храм построили на возвышенности, на месте старой деревянной школы. Чудеса начались ещё с закладки первого камня. Неделю в посёлке шёл дождь. Но когда началась служба, выглянуло солнце. Добрую примету часто вспоминали и во время строительства. Нижний предел освящен в честь Святой Троицы.
Родник "Ключ" с чистой питьевой водой в 500 м от пос. Золотково, по дороге Гусь-Хрустальный - Золотково. Категория: Охраняемая природная территория. Тип объекта: Памятник природы.

## Памятники
- Монумент в честь погибших в Великой Отечественной войне 1941-1945 гг. (сквер перед проходной стеклозавода)
- Памятник умершим от ран в госпитале 3382 (недалеко от новой церкви).

## Транспорт

### Автобусные маршруты
- Золотково — Гусь-Хрустальный
- Золотково — Владимир
- Добрятино — Золотково — Гусь-Хрустальный (транзитный)

### Пригородные поезда
- Муром — Вековка, до 1985 года Муром — Черусти[32]

## Энергетика
- Электролинии 35/10 кВ, 2 подстанции 35/10 кВ, каждая мощностью 4 МВА
- Главная котельная (реконструкция с переводом на природный газ)
- 4 новых модульных котельных для отопления социальных объектов (школа, детский сад, больница, дом культуры)

## Мобильная связь
- БиЛайн, ОАО Вымпелком;
- МТС;
- Мегафон;
- Tele2, ЗАО «Вотек Мобайл».

## Телевидение
- Первый канал;
- Россия-1 (Россия-Владимир);
- НТВ (ТРК «Хрустальная волна» - по пятницам);
- ТВ Центр

## Радио
- Маяк;
- Россия.

## Известные люди
- Савельев Геннадий Алексеевич — уроженец п. Золотково (род. 24.06.1928). Выпускник Казанского авиационного института — инженер-механик по самолётостроению (1952) и Московского инженерно-экономического института — организатор промышленного производства и строительства (1967). Известный организатор производства. С 1952 г. по 1968 г. прошёл путь от инженера до заместителя главного инженера авиационного завода в г. Дубне. В 1969—1970 гг. — первый секретарь Дубненского ГК КПСС. Директор Дубненского машиностроительного завода (1987—1991 гг.). Автор выходившей двумя изданиями книги по истории авиазавода — «От гидросамолёта до суперсовременных ракет». Почетный гражданин города, Лауреат Государственной премии СССР, Почетный авиастроитель. Награды: ордена Ленина, Октябрьской Революции, Трудового Красного знамени, медали СССР.
- Францев Евгений Иванович (8 марта 1922 года — 15 сентября 1944 года) — участник Великой Отечественной войны, лётчик 9-го гвардейского минно-торпедного авиационного полка 5-й гвардейской минно-торпедной авиационной дивизии Военно-воздушных сил Северного флота, гвардии старший лейтенант. Герой Советского Союза (19.8.1944). Награждён орденом Ленина, двумя орденами Красного Знамени.
- Засыпкин Николай Дмитриевич - ветеран Великой Отечественной войны 1941-1945 гг., прошёл путь от младшего политрука до полковника. Николай Дмитриевич был участником Парады Победы. За боевые заслуги он награждён орденом Александра Невского (в 1943 году) и орденом Суворова 3–ей степени, двумя орденами Красной Звезды и Красного знамени, многими медалями. Ко Дню Победы грудь боевого командира украшали шесть орденов и 17 медалей. После демобилизации Николай Дмитриевич берется за налаживание сельского хозяйства в Молдавии. В 1980 году постановлением ЦК Компартии Молдавии и Совета Министров республики имя Н. Д. Засыпкина было занесено в республиканскую Золотую книгу почета.

## Фотогалерея

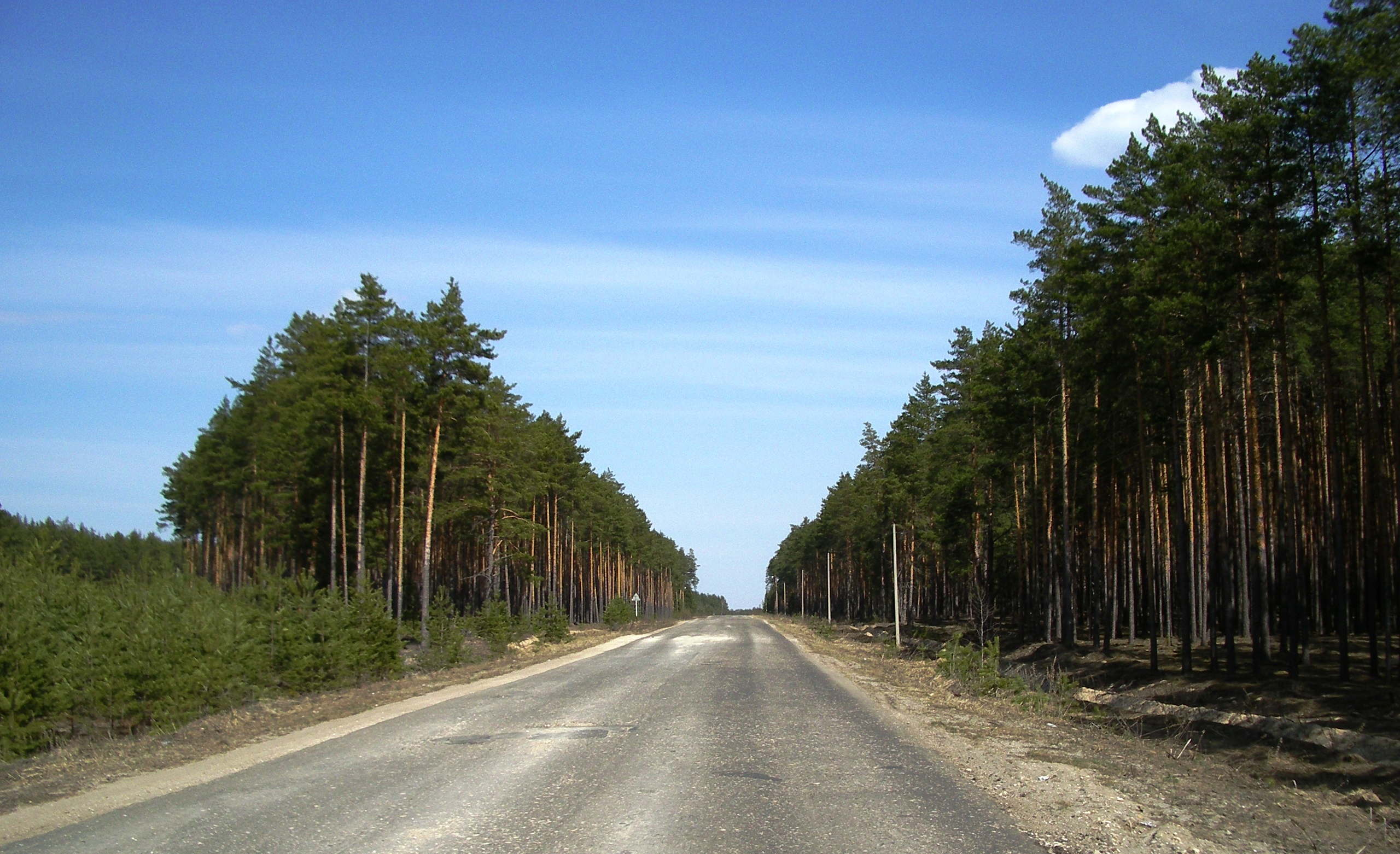
Дорога на Гусь-Хрустальный
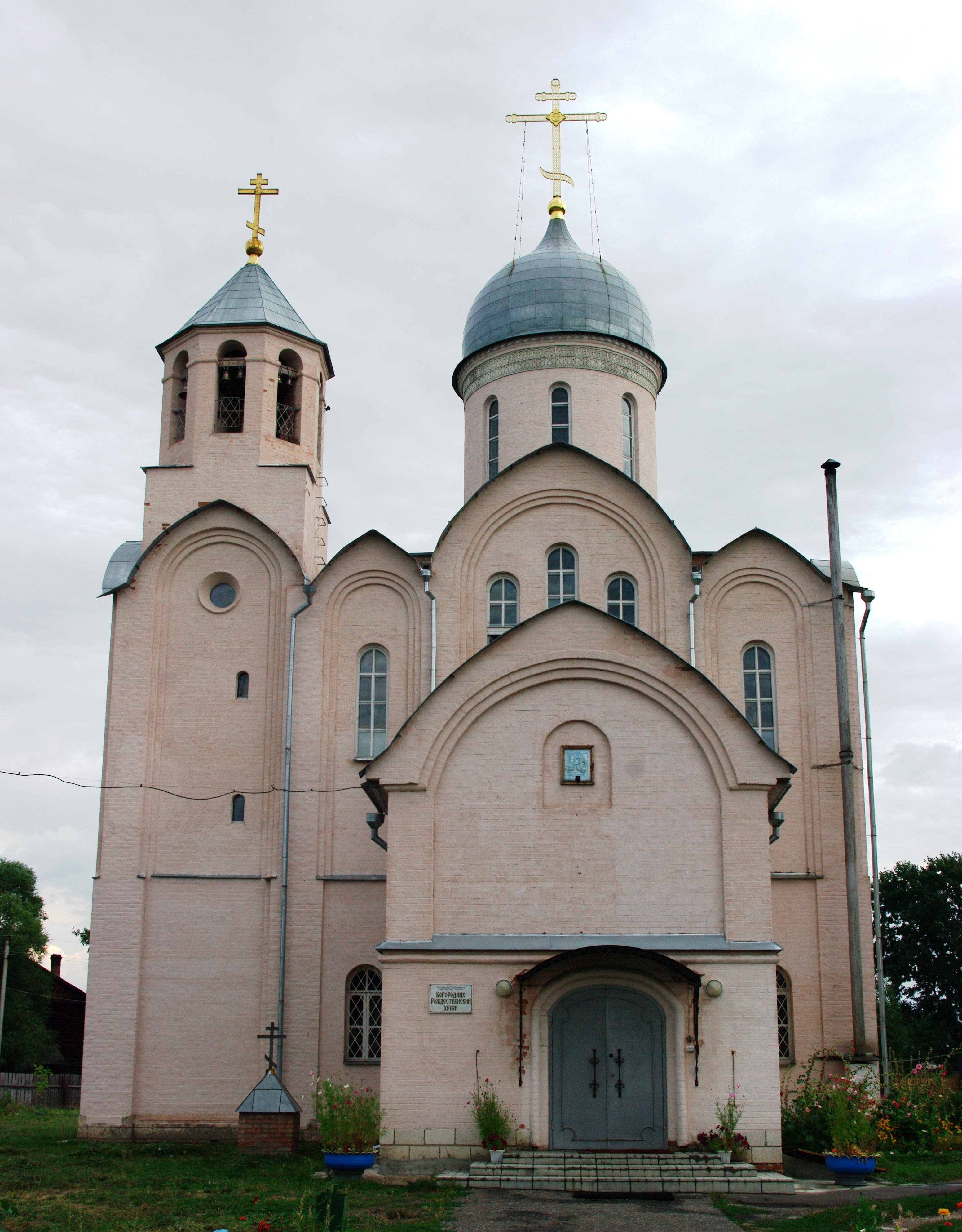
Богородице-Рождественская церковь
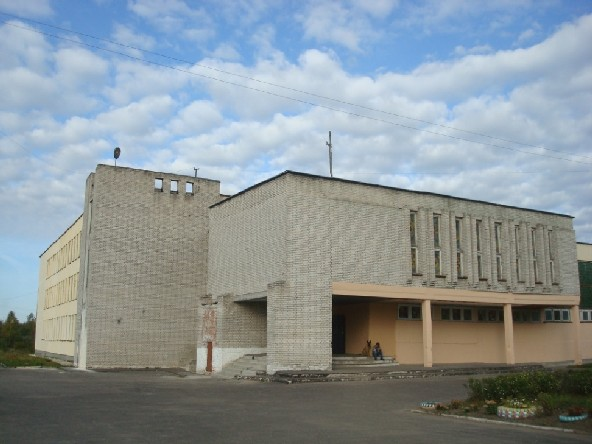
Золотковская средняя школа